# Gabriel Viglianti
Gabriel Alejandro Viglianti  (Córdoba; 12 de junio de 1979) es un exfutbolista argentino. Jugaba de delantero y su último equipo fue el FC Oțelul Galați de la Primera División de Rumania.

## Clubes
| Club              | País      | Año         |
| ----------------- | --------- | ----------- |
| Racing de Córdoba | Argentina | 2000 - 2004 |
| Unión Central     | Bolivia   | 2004        |
| San José          | Bolivia   | 2005 - 2006 |
| Bolívar           | Bolivia   | 2006 - 2007 |
| FC Oțelul Galați  | Rumania   | 2008 - 2013 |